# Míšeňské

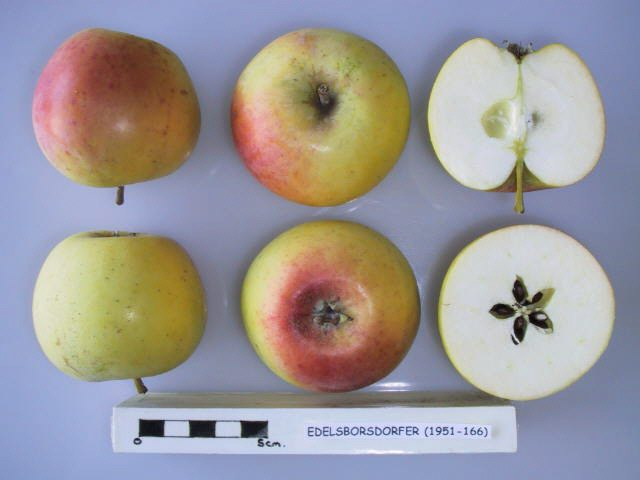

Míšeňské je velmi stará odrůda jablek s největší pravděpodobností českého původu (je možné, že pochází i z Německa).

## Historie
Odrůda Míšeňské je známá již z druhé poloviny 16. století.

## Charakteristika
Odrůda Míšeňské je silně mrazuvzdorná. Plody jsou kulovité, malé velikosti, žluté se slabým, růžově červeným líčkem a jsou žíhané. Dužina je tuhá, sladce navinulé chuti s jemně kořenitou příchutí. Sklizeň probíhá začátkem října. Dají se skladovat bez ztráty chuti do Vánoc (po Vánocích zcela ztrácí typickou chuť). Dají se skladovat do března. Odrůda je vhodná na přímý konzum, je méně náročná na řez, je doporučována na stanoviště do 450 m n. m. Míšeňské je náročné na teplo (příliš teplé polohy nesnáší), je tolerantní k větrným polohám a je málo náchylná na strupovitost.